# Frau Jenny Treibel (1976)
Frau Jenny Treibel ist ein Film des Fernsehens der DDR nach Motiven des Theaterstücks Frau Jenny Treibel oder Wo sich Herz zum Herzen find’t von Claus Hammel aus dem Jahr 1963, das wiederum nach Motiven des Romans Frau Jenny Treibel von Theodor Fontane geschrieben wurde, ohne allerdings die ursprüngliche Geschichte genau zu verfolgen. Die im Roman angelegte Kritik an der Doppelmoral des Großbürgertums, dargestellt vor allem an der Titelfigur, wird im Film deshalb durch einige Änderungen und Zuspitzungen in der Handlung ins Parodistische gesteigert.

## Handlung
Die gesamte Handlung findet während eines Abends im Haus des Fabrikanten Treibel und dessen Frau Jenny Treibel statt. Neben einigen anderen Gästen sind auch Treibels älterer Sohn Otto, dessen Frau Helene und deren Schwester Hildegard zu Gast. Die große Überraschung des Abends soll die Verkündung der Verlobung zwischen Treibels jüngerem Sohn Leopold und Corinna Schmidt sein, der Tochter von Professor Schmidt.
Jenny stammt aus einer kleinbürgerlichen Familie und ist erst durch die Heirat mit Treibel zu Wohlstand gekommen. Sie ist in allen wichtigen Fragen die Entscheiderin in der Familie und hat auch die Verbindung zwischen Leopold und Corinna arrangiert, da sie bei ihrem Sohn einen Hang zum „Höheren“, also zu allem Geistigen und Künstlerischen, vermutet und deshalb eine Professorentochter die richtige Frau für ihn zu sein scheint. Leopold selbst, der von der Mutter verhätschelt wurde und zu eigenen Entscheidungen nicht in der Lage ist, fügt sich.
Als das Dienstmädchen Luise von der geplanten Verlobung erfährt, erschrickt sie und gibt gegenüber Corinna zu, dass sie von Leopold ein Kind erwartet. Die Affäre zwischen Luise und Leopold war von Jenny arrangiert oder zumindest begünstigt: Luise bekam ein Zimmer direkt neben Leopold angewiesen und Jenny deutete an, dass sie „Großes mit ihr vor“ habe, was Luise als Möglichkeit einer künftigen Heirat interpretiert hat. Als nun Leopold von der Schwangerschaft erfährt, will er Verantwortung für das Kind übernehmen und Luise heiraten – zum ersten Mal opponiert er gegenüber Jenny, die stattdessen Luise hinauswerfen will und auf einer Heirat mit Corinna besteht. Doch Corinna will nun auch nicht mehr: Sie hat Freude daran, Jennys Pläne zu durchkreuzen und Leopold dabei zu unterstützen, sich von der Mutter zu emanzipieren.
Luise vertraut jedoch der ganzen Treibel-Familie nicht mehr und glaubt trotz Leopolds Versprechen nicht an eine Zukunft mit ihm. Sie packt ihre Sachen und verlässt das Haus mit Corinna, die Luise ihre Unterstützung versprochen hat.
Jennys letzte Hoffnung ist nun ihre Schwiegertochter Helene: Sie soll ihre Schwester Hildegard überzeugen, einen möglichen Heiratsantrag von Leopold anzunehmen, um die Familie vor einem Skandal zu bewahren. Hildegard hat zwar spielerisch mit Leopold geflirtet, ist jedoch nicht ernsthaft an ihm interessiert. Helene überzeugt sie aber, dass eine Verbindung mit ihm nicht nur finanziell von Vorteil wäre, da Leopold in das Geschäft ihres Vaters einsteigen soll, sondern dass sie einen so naiven Ehemann auch jederzeit gefahrlos betrügen könne. Letztendlich stimmt sie zu und der Verlobungsabend ist gerettet.

## Produktion
Der Film wurde am Neujahrstag 1976 im ersten Programm des DDR-Fernsehens zum ersten Mal ausgestrahlt, am folgenden Tag lief er im ungarischen Fernsehen. 2016 erschien Frau Jenny Treibel in der Reihe Frauenbilder bei Studio Hamburg Enterprises auf DVD.

## Kritik
Peter Berger schrieb am 3. Januar 1976 im Neuen Deutschland, dass die Darsteller sich glücklicherweise davor hüteten, possenhafte Karikierung mit Charakterisierung zu verwechseln. Und weiter schreibt er:

„Freilich: Der als Theaterregisseur bewährte Hartwig Albiro hatte es nicht mit dem originalen Werk von Fontane zu tun. Claus Hammels 1963 uraufgeführte Komödie nach Motiven Theodor Fontanes Frau Jenny Treibel oder wo sich Herz zum Herzen find’t zielte auf das Denken und Fühlen des zeitgenössischen Zuschauers. Aus dem Gegenwartsroman Fontanes wurde ein distanziert-verallgemeinerndes Stück Historie mit unverkennbar aktuellem Bezug zur bürgerlichen Gesellschaft der Gegenwart. […] Die Komik des Stückes erwächst so weniger aus äußeren Vorgängen als vielmehr aus den inneren menschlichen Beziehungen, die da – amüsanterweise immer gegen den Willen der handelnden Figuren – sichtbar werden, aus dem Widerspruch zwischen Schein und Sein.“